# Prezidentka (film, 2022)
Prezidentka je česká romantická komedie režiséra a scenáristy Rudolfa Havlíka. Film vypráví o první české prezidentce, která se v převleku vydává v noci mezi lidi a seznamuje se se sochařem Petrem, do kterého se zamiluje. Situace se ale brzy provalí a prezidentka musí bojovat nejen o to, aby ustála svou funkci, ale také mohla zůstat s mužem, kterého miluje.
Hlavní role si zahráli Anna Geislerová a Ondřej Vetchý, kteří zamilovanou dvojici ztvárnili již v režisérově filmu Pohádky pro Emu z roku 2016; v dalších rolích se objevili Oskar Hes, Veronika Khek Kubařová, Juraj Loj, Jiří Langmajer a Vanda Chaloupková. Režisér Havlík se nechal slyšet, že na filmu začal pracovat již v roce 2016 a že již od začátku počítal s obsazením Geislerové do titulní role.
Titulní písní filmu je „Dvě srdce vejpůl“ od skupiny Chinaski. Premiéra filmu v českých kinech proběhla dne 23. června 2022.

## Zajímavosti
Anna Geislerová hledala pro roli prezidentky inspiraci hned v několika ženách, které by se podle ní mohly stát prezidentkami; jednou z nich je podle Geislerové česká ekonomka Danuše Nerudová.

## Obsazení
| Anna Geislerová        | prezidentka Kateřina Čechová |
| Ondřej Vetchý          | sochař Petr Mareš            |
| Veronika Khek Kubařová | tajemnice Jana               |
| Juraj Loj              | tajemník Marek               |
| Vanda Chaloupková      | bodyguardka Martina Osičková |
| Denisa Biskupová       | Kateřinina dcera             |
| Oskar Hes              | Matěj Mareš, Petrův syn      |
| Vasil Fridrich         | generál                      |
| Jiří Štrébl            | farář                        |
| Ali Cook               | Cameron Jones                |
| Daniel Krejbich        |                              |

## Kritika
- Věra Míšková, Právo  30 %[10]
- Mirka Spáčilová, Mladá fronta DNES,  15 %[11]